# Jánoshegy
Jánoshegy ([ˈjaːnoʃhɛɟ]) est un quartier de Budapest situé dans le 12e arrondissement de Budapest au cœur des collines de Buda sur la colline éponyme de János-hegy. Le quartier est accessible par le Gyermekvasút et le Libegő. 